# Villa Martelli
 (mai 2019).
Si vous disposez d'ouvrages ou d'articles de référence ou si vous connaissez des sites web de qualité traitant du thème abordé ici, merci de compléter l'article en donnant les références utiles à sa vérifiabilité et en les liant à la section « Notes et références ».
Villa Martelli est une ville du partido de Vicente López dans le Grand Buenos Aires. Elle compte 26 000 habitants.

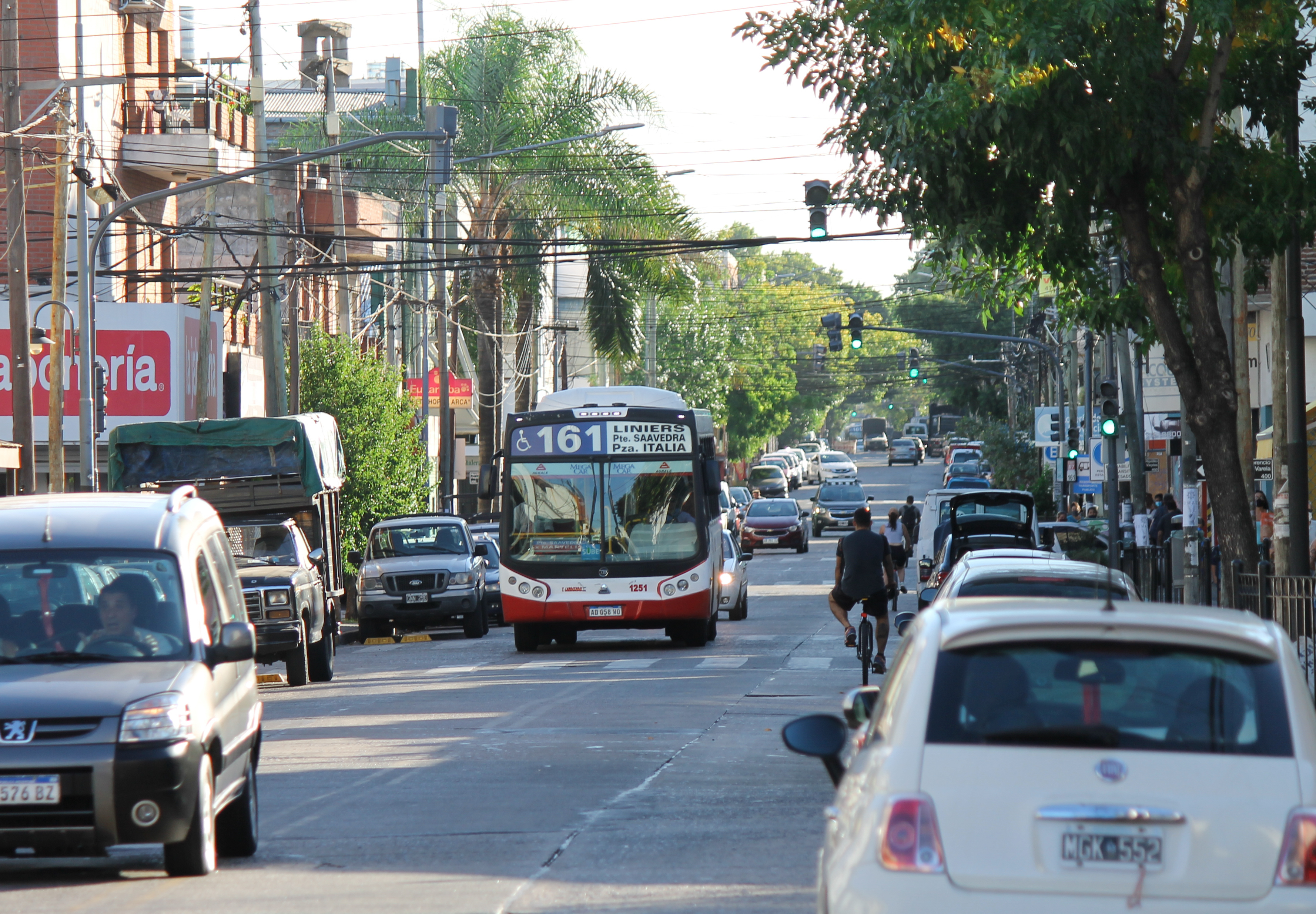
Avenue Laprida, Villa Martelli.

Sur son territoire est situé Tecnópolis.

## Personnalités
- Le groupe de heavy metal Lethal est originaire de Villa Martelli.